# Kari Valsson
Kari Valsson (* 26. Oktober 1986) ist ein isländischer Eishockeyspieler, der seit 2003 bei Skautafélag Reykjavíkur in der isländischen Eishockeyliga unter Vertrag steht.

## Karriere
Kari Valsson begann seine Karriere als Eishockeyspieler in der Saison 2003/04 bei Skautafélag Reykjavíkur, mit dem er 2006, 2007 und 2009 jeweils Isländischer Meister wurde.

### International
Für Island nahm Kari im Juniorenbereich an der U18-Junioren-C-Weltmeisterschaft 2004, den U20-Junioren-D-Weltmeisterschaften 2005 und 2006, sowie der U20-Junioren-C-Weltmeisterschaft 2004 teil. Im Seniorenbereich stand er im Aufgebot seines Landes bei den C-Weltmeisterschaften 2005 und 2007.

## Erfolge und Auszeichnungen
- 2006 Isländischer Meister mit Skautafélag Reykjavíkur
- 2007 Isländischer Meister mit Skautafélag Reykjavíkur
- 2009 Isländischer Meister mit Skautafélag Reykjavíkur